# Кизил-Яр (Гафурійський район)
Кизи́л-Яр (рос. Кызыл-Яр, башк. Ҡыҙыл Яр) — присілок у складі Гафурійського району Башкортостану, Росія. Входить до складу Зілім-Карановської сільської ради.
Населення — 49 осіб (2010; 55 в 2002).
Національний склад:
- башкири — 84%